# ابرو (همدان)
ابرو (همدان)، روستایی از توابع بخش مرکزی شهرستان همدان در استان همدان ایران است.

## مردم
زبان اکثریت مردم این روستا لری و اقلیتی ترکی و فارسی معیار است.

## جمعیت
این روستا در دهستان ابرو قرار دارد و براساس سرشماری مرکز آمار ایران در سال ۱۳۹۵، جمعیت آن ۳۵۸۵ نفر (۱۰۱۳خانوار) بوده‌است.

## فاصله
فاصلۀ این روستا تا مرکز بخش (یعنی شهر همدان) حدوداً 9 کیلومتر می‌باشد.